# Preddvor
Preddvor este o localitate din comuna Preddvor, Slovenia, cu o populație de 829 de locuitori.

## Persoalități născute aici
- Josipina Turnograjska (1833 - 1854), scriitoare slovenă.